# Liliana Pedroza
Liliana Pedroza (Chihuahua, 24 de diciembre de 1976) es una escritora mexicana, ganadora del Premio Nacional de Cuento Joven Julio Torri. Parte de su obra ha sido traducida al francés y al griego.
Es, además, profesora y crítica literaria, gestora cultural y editora. Desde 2022, junto con el escritor Óscar Alarcón García, dirige la colección «Contemporáneas» de la BUAP para la publicación de obra de jóvenes autoras.  

## Trayectoria
Estudió Letras Españolas por la Universidad Autónoma de Chihuahua y obtuvo el doctorado en Filología Hispánica por la Universidad Complutense de Madrid. Investigadora literaria especializada en cuento mexicano contemporáneo publicó en 2018 Historia secreta del cuento mexicano 1910-2017, un catálogo historiográfico donde reúne a más de 500 autoras para cuestionar la invisibilización de las mujeres en el campo cultural. En 2020, esta publicación fue elegida para la exposición virtual de la Biblioteca Nacional de México «Historia y destino de la bibliografía mexicana. Libros sobre cultura escrita e identidad nacional» como uno de los 57 libros esenciales desde el siglo XVII hasta la actualidad. En 2021, Liliana Pedroza lanzó Catálogo del cuento mexicanouna plataforma digital para el estudio y divulgación de escritoras mexicanas con la cual ganó el Digital Humanities Awards 2021 en la categoría Best Dataset.

### Obra
- Andamos huyendo, Elena (Fondo Editorial Tierra Adentro, 2007)
- Vida en otra parte (Ficticia Editorial, 2009)
- Aquello que nos resta (Fondo Editorial Tierra Adentro, 2009)
- El sol sobre los ojos. Conversaciones sobre el norte literario (Ficticia Editorial, 2014)
- Historia secreta del cuento mexicano 1910-2017 (UANL, 2018)[11]
- A golpe de linterna. Más de 100 años de cuento mexicano. (antologadora, Atrasalante, 2020)[12][13]

#### Compilaciones
- La conciencia imprescindible. Ensayos sobre Carlos Monsiváis (Jezreel Salazar, Fondo Editorial Tierra Adentro, 2009)
- Nuestra aparente rendición (Lolita Bosch, Mondadori, 2011)
- Los colores del recuerdo. Chihuahua, ríos de luz y tinta (Ramón Gerónimo Olvera y Margarita Muñoz, Instituto de Cultura del Municipio de Chihuahua, 2012)
- Lados B. Narrativa de alto riesgo (Nitro/Press, 2014)
- Palabras vivas: ensayos de crítica literaria en torno a María Luisa Puga (Elsa Leticia García Argüelles, Universidad Autónoma de Zacatecas, 2016)
- Nuevo relato mexicano (Julio Ortega, PEISA, Lima, 2017)
- Las musas perpetúan lo efímero. Antología de microrrelatistas mexicanas, (Gloria Ramírez Fermín, Micrópolis, Lima, 2017)
- Diáspora. Narrativa breve en español de Estados Unidos (Gerardo Cárdenas, Vaso Roto, 2017)
- Cuentistas de Tierra Adentro 2007-2017 (Fondo Editorial Tierra Adentro, 2017)
- Desierto en escarlata. Cuentos criminales de Ciudad Juárez (Juan José Aboytia, Nitro/Press, 2018)
- Frontera norte. Antología narrativa chilena y mexicana (Elma Correa, Cinosargo, 2020)
- Maneras de ser / no ser madre (Ave Barrera y Lola Horner, Paraíso Perdido, 2021)
- Mujeres en la minificción mexicana (Karla Barajas, Editorial EOS, 2021)
- El ensayo 2. (Luis Jorge Boone, UNAM, 2021)
- Infancias (Alejandro Arras, Ediciones Moledro, 2022)

## Reconocimientos
- Premio Extraordinario de Cuento Hiperbreve en el Concurso Internacional de Microficción Garzón Céspedes, 2007
- Mención de Honor del Concurso Nacional de Cuento Agustín Yáñez, 2007
- Premio Chihuahua de Literatura, 2008
- Premio Nacional de Cuento Joven Julio Torri, 2009
- International Latino Book Award, 2017.
- ¡Al ruedo! Ocho talentos mexicanos de la Feria Internacional del Libro Guadalajara, 2018.[14]
- Digital Humanities Awards 2021 categoría Best Dataset.